# Philippe Contamine

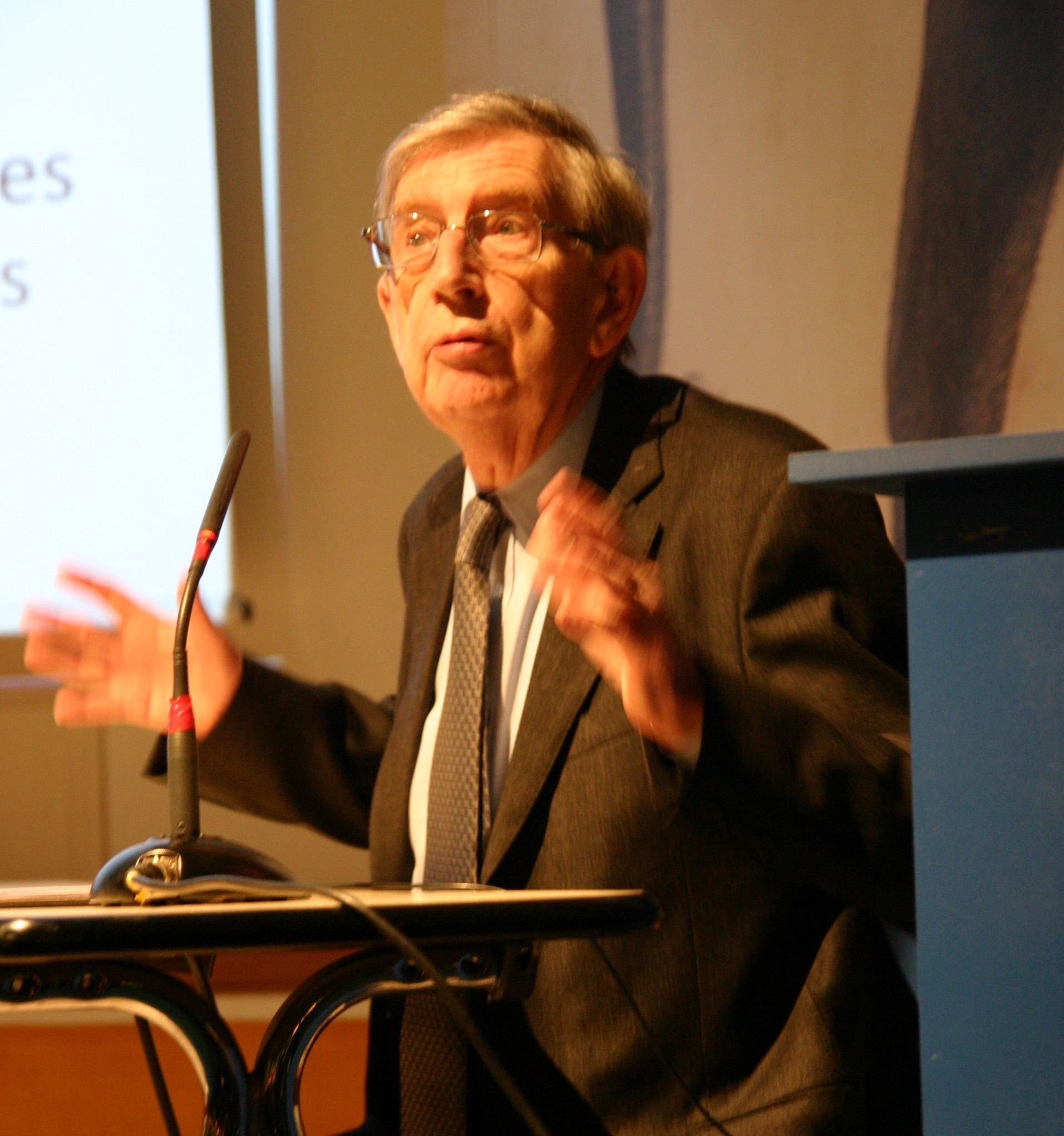
Philippe Contamine

Philippe Contamine (ur. 7 maja 1932 w Metzu, zm. 26 stycznia 2022 w Paryżu) – francuski historyk mediewista, badacz dziejów wojskowości w średniowieczu.
Wykładał na uniwersytecie w Nancy, Université de Paris X i Université Paris Sorbonne. Był prezesem Akademii Inskrypcji i Literatury Pięknej.

## Wybrane publikacje
- Guerre, État et société à la fin du Moyen Âge. Études sur les armées des rois de France, 1337-1494 (thèse de doctorat, 1972).
- La Guerre au Moyen Âge, Presses universitaires de France (coll. Nouvelle Clio n° 24), Paris, 1980.
- La noblesse au royaume de France, de Philippe le Bel à Louis XII (1997).
- Histoire de la France politique. I, Le Moyen Âge, 481-1514, le roi, l'Église, les grands, le peuple (2002).
- La France et l'Angleterre pendant la guerre de Cent Ans, Hachette, 1982.

## Publikacje przetłumaczone na język polski
- Wojna w średniowieczu, przeł. Michał Czajka, Warszawa: "Volumen" - "Bellona", 1999.